# Гусимець судетський
Гусимець судетський (Arabis allionii) — вид квіткових рослин родини капустяних (Brassicaceae).

## Біоморфологічна характеристика
Це багаторічна рослина.

## Поширення
Росте у Європі (від пд.-зх. Франції до Закарпаття й Болгарії) й Туреччині.
В Україні росте на кам'янистих місцях, скелях — у субальпійському поясі Карпат (Закарпатська обл. м. Рахів, Чивчинські гори).